# Rudolf Klemens
Rudolf Antoni Jan Klemens (ur. 11 czerwca 1899 w Oberschützen, zm. 1986 w Opolu) – major żandarmerii Wojska Polskiego, narodowości węgierskiej, kawaler Orderu Virtuti Militari.

## Życiorys
Urodził się 11 czerwca 1899 w Oberschützen (węg. Felsőlövő), w ówczesnym komitacie Vas Zalitawii, w rodzinie Jana, nauczyciela gimnazjum, i Janiny z Ebenspangerów. Szkołę powszechną i siedem klas gimnazjum ukończył w Preszowie.
3 września 1916 został powołany do królewsko-węgierskiej Obrony Krajowej i skierowany do szkoły oficerskiej w Budapeszcie, w charakterze frekwentanta. Równolegle ze szkoleniem wojskowym ukończył, w systemie skróconym, ósmą klasę gimnazjum i zdał maturę. 18 sierpnia 1918 jako podporucznik został przeniesiony do batalionu zapasowego 9 pułku piechoty Honwedu w Koszycach na stanowisko dowódcy plutonu. W działaniach wojennych nie wziął bezpośredniego udziału. Jesienią 1918, po rozpadzie Austro-Węgier i klęsce państw centralnych, wstąpił do ochotniczego oddziału na Słowacji i wziął udział w walkach przeciwko Czechom. 10 stycznia 1919, po zajęciu Słowacji przez wojsko czeskie i zaprzestaniu walk, przekroczył linię frontu polsko-czeskiego w okolicy Muszyny „z zamiarem wstąpienia do Wojska Polskiego i dalszej walki przeciwko Czechom”.
12 stycznia 1919 został przyjęty do batalionu zapasowego 1 pułku strzelców podhalańskich w Nowym Sączu i wyznaczony na stanowisko dowódcy plutonu. W tym samym miesiącu został wysłany do Krakowa na kurs szturmowy i instruktorski. W kwietniu, po ukończeniu kursu, wrócił do macierzystego batalionu i objął dowództwo kompanii marszowej. W maju 1919 został wysłany na front do 1 pułku strzelców podhalańskich. Walczył na wojnie z Ukraińcami, a następnie na wojnie z bolszewikami. Dowodził plutonem, a później kompanią. 27 maja 1920 pod Kijowem został ranny. 
4 lipca 1920 dowódca 1 psp pułkownik Kazimierz Horoszkiewicz we wniosku na odznaczenie Orderem Virtuti Militari napisał:

w czasie ataków bolszewickich na nasze pozycje na przyczółku mostowym «Kijów» pod Roszówką, pomimo bardzo silnego ognia piechoty, karabinów maszynowych i artylerii, chociaż niemal cały pluton zniszczony został, wytrwał na pozycji. Mając tylko kilku ludzi z plutonu, chcąc wzmocnić ogień karabinowy, wziął sam karabin od rannego żołnierza i sam strzelał i utrzymał pozycję. W tym czasie został poważnie ranny, pozostał jednak przy swoim plutonie dopóki atak nie osłabł na sile. Zachowanie podporucznika Klemensa w każdej walce cechowało odwagę i męstwo, jako ochotnik chodził często na dalekie patrole wywiadowcze.

Do lipca leczył się w szpitalu wojskowym w Nowym Sączu, a później wrócił do batalionu zapasowego 1 psp na stanowisko dowódcy kompanii marszowej. W sierpniu ponownie wysłany na front do 1 psp. 29 września 1920 pod Grodnem został ranny. Ponownie leczył się w szpitalu wojskowym w Nowym Sączu. W październiku wrócił do pułku na stanowisko dowódcy kompanii. W styczniu 1921 został odkomenderowany do Szkoły Podchorążych w Warszawie, w charakterze frekwentanta kursu oficerskiego. W kwietniu zachorował i został przyjęty do Szpitala Wojskowego w Modlinie. W maju wrócił do pułku i został dowódcą szkoły podoficerskiej. We wrześniu 1921 został przeniesiony do 3 pułku strzelców podhalańskich w Bielsku na stanowisko dowódcy kompanii.
3 maja 1922 został zweryfikowany w stopniu porucznika ze starszeństwem od 1 czerwca 1919 i 2447. lokatą w korpusie oficerów piechoty. Z dniem 4 października 1927 został przeniesiony służbowo na pięciomiesięczny kurs aplikacyjny oficerów młodszych w dywizjonie szkolnym żandarmerii w Grudziądzu z równoczesnym zwolnieniem z zajmowanego stanowiska na czas pobytu na kursie. 27 lutego 1928, po ukończeniu kursu, wrócił do macierzystego pułku na stanowisko oficera ewidencji personalnej, a później oficera administracji materiałowej i referenta mobilizacyjnego. 19 marca 1928 prezydent RP Ignacy Mościcki nadał mu stopień kapitana z dniem 1 stycznia 1928 i 246. lokatą w korpusie oficerów piechoty. Z dniem 1 kwietnia 1930 został przydzielony do 5 dywizjonu żandarmerii w Krakowie, w celu odbycia pięciomiesięcznej praktyki w żandarmerii.
W sierpniu 1928 został przeniesiony z korpusu oficerów piechoty do korpusu oficerów żandarmerii w stopniu kapitana ze starszeństwem z 1 stycznia 1928 i 2,1 lokatą z jednoczesnym przeniesieniem z 3 psp do 6 dywizjon żandarmerii we Lwowie. W dywizjonie pełnił kolejno służbę na stanowisku oficera mobilizacyjnego i oficera śledczego, a następnie dowódcy plutonu żandarmerii Lwów. 14 kwietnia 1934 ożenił się z Kazimierą z Rozmusów. 27 października 1935 został przeniesiony do 5 dywizjonu żandarmerii na stanowisko dowódcy plutonu żandarmerii Katowice. Na tym stanowisku awansował na majora ze starszeństwem z 19 marca 1939 i 3. lokatą korpusu oficerów żandarmerii. W lipcu tego roku został przeniesiony do 4 dywizjonu żandarmerii w Łodzi na stanowisko II zastępcy dowódcy dywizjonu (kwatermistrza).
Po wybuchu II wojny światowej, do 6 września 1939, kierował mobilizacją pododdziałów żandarmerii. 9 września przed południem przybył do Warszawy. Tego samego dnia z rozkazu podpułkownika Stanisława Galosa udał się do Garwolina z zadaniem zorganizowania „ośrodka skupiającego rozbitki żandarmerii”. 15 września w Klewaniu objął dowództwo zapasowego szwadronu żandarmerii. 17 września otrzymał rozkaz wycofania się ze szwadronem w kierunku granicy rumuńskiej. 22 września szwadron został rozbrojony przez oddziały Armii Czerwonej, a następnie rozwiązany, a żołnierzom pozwolono udać się do swych miejsc zamieszkania.
17 października 1939 przekroczył granicę polsko-węgierską i został internowany. 24 grudnia tego roku wyjechał przez Jugosławię i Włochy do Francji, gdzie został przyjęty do Wojska Polskiego i przydzielony do Stacji Zbornej Oficerów w Paryżu. 2 lutego 1940 został wyznaczony na stanowisko dowódcy szwadronu zapasowego żandarmerii w obozie Coëtquidan. 25 czerwca tego roku ewakuował się z podległym mu szwadronem do Wielkiej Brytanii. 9 lipca 1940 został referentem bezpieczeństwa w Komendzie Placu Glasgow, a 19 sierpnia tego roku kierownikiem referatu bezpieczeństwa w Komendzie Placu Londyn. 6 kwietnia 1941 objął funkcję szefa żandarmerii 5 Brygady Kadrowej Strzelców. 15 listopada tego roku został przeniesiony na stanowisko zastępcy dowódcy 1. szwadronu żandarmerii. 21 października 1942 został wyznaczony na stanowisko szefa żandarmerii 1 Dywizji Pancernej. 1 kwietnia 1943 objął dowództwo nowo powstałego 3. szwadronu żandarmerii, który został przydzielony do 1 Dywizji Pancernej, lecz już 31 października zlikwidowany. 13 marca 1944 został przeniesiony do Londynu na stanowisko dowódcy 2. szwadronu żandarmerii. 19 października 1945 został szefem żandarmerii i regulacji ruchu I Korpusu Polskiego w Szkocji. 6 września 1946 został odesłany do obozu repatriacyjnego Polkemmet koło Whitburn. 
5 października tego roku wypłynął z Liverpoolu, a po tygodniu dotarł do kraju. 11 listopada został zarejestrowany w Rejonowej Komendzie Uzupełnień Gliwice, gdzie otrzymał odroczenie od służby wojskowej na 6 miesięcy z powodu zapalenia woreczka żółciowego. Razem z żoną mieszkał w Zabrzu przy ul. Żółkiewskiego 7/II. Według ustaleń Jerzego Gizy zmarł w Domu Starców w Opolu w 1986.

## Ordery i odznaczenia
- Krzyż Srebrny Orderu Wojskowego Virtuti Militari nr 1881[1] – 17 maja 1921[32][33]
- Krzyż Walecznych[34]
- Srebrny Krzyż Zasługi – 1938 „za zasługi w służbie wojskowej”[35][22]
- Medal Pamiątkowy za Wojnę 1918–1921[36]
- Medal Dziesięciolecia Odzyskanej Niepodległości[36]
- Odznaka za Rany i Kontuzje z dwiema gwiazdkami[36]